# Łętkowice (gmina)
Łętkowice (od 1973 Radziemice) – dawna gmina wiejska istniejąca do 1954 roku w woj. kieleckim i woj. krakowskim. Siedzibą władz gminy były Łętkowice. 
W okresie międzywojennym gmina Łętkowice należała do powiatu miechowskiego w woj. kieleckim. Po wojnie gmina przez bardzo krótki czas zachowała przynależność administracyjną, lecz już 1 kwietnia 1945 roku została wraz z całym powiatem miechowskim przyłączona do woj. krakowskiego. Według stanu z dnia 1 lipca 1952 roku gmina składała się z 12 gromad: Błogocice, Dalewice, Dodów, Łętkowice, Łętkowice kol., Obrażejowice, Przemęczanki, Przemęczany, Radziemice, Smoniowice, Wierzbica i Zielenice.
Jednostka została zniesiona 29 września 1954 roku wraz z reformą wprowadzającą gromady w miejsce gmin. Po reaktywowaniu gmin z dniem 1 stycznia 1973 roku gminy Łętkowice nie przywrócono, utworzono natomiast jej terytorialny odpowiednik, gminę Radziemice w tymże powiecie.